# Xiamen
Xiamen (chinois simplifié : 厦门 ; pinyin : xiàmén ; litt. « porte du manoir ») est une ville de la province du Fujian, dans le sud-est de la Chine.
Elle possède, pour les deux districts principaux, le statut de zone économique spéciale (ZES). Sa population était de 4 617 251 habitants en 2020 (la ville seule compte environ 1,8 million d'habitants sur 136 km2). Elle était anciennement connue sous le nom d'Amoy, ou Emouy, dénomination locale de la langue minnan, que lui avaient donné les premiers voyageurs européens.

## Géographie
La ville de Xiamen est située dans la province du Fujian au sud-est de la Chine à un degré au nord du tropique du Cancer. Le cœur de la ville se trouve dans l'île de Xiamen (en) (157 km2) mais l'agglomération s'est étendue durant les dernières décennies sur le continent séparé par un bras de mer d'une largeur de 1 ou 2 kilomètres. L'île comprend le district de Siming au sud dans lequel était situé le premier port à l'origine de la ville, et le district de Huli au nord. Sur le continent, l'agglomération s'est agrandie en occupant une côte au relief accidenté coupé par l'estuaire du fleuve Jiulong. L'agglomération comprend la petite île de Gulangyu située entre l'île de Xiamen et le continent.
L'île de Xiamen est approximativement circulaire avec un diamètre d'environ 13 km. Elle comporte des collines qui culminent à plus de 200 mètres et qui sont surtout concentrées dans la partie méridionale. Le cœur ancien de la cité se trouve au sud-ouest face à l'île de Gulangyu mais ces dernières décennies les constructions se sont étendues à l'ensemble du territoire. L'île de Xiamen se trouve à proximité immédiate (5 kilomètres) de l'île de Lieyu, administrée par le gouvernement de la république de Chine (Taïwan).

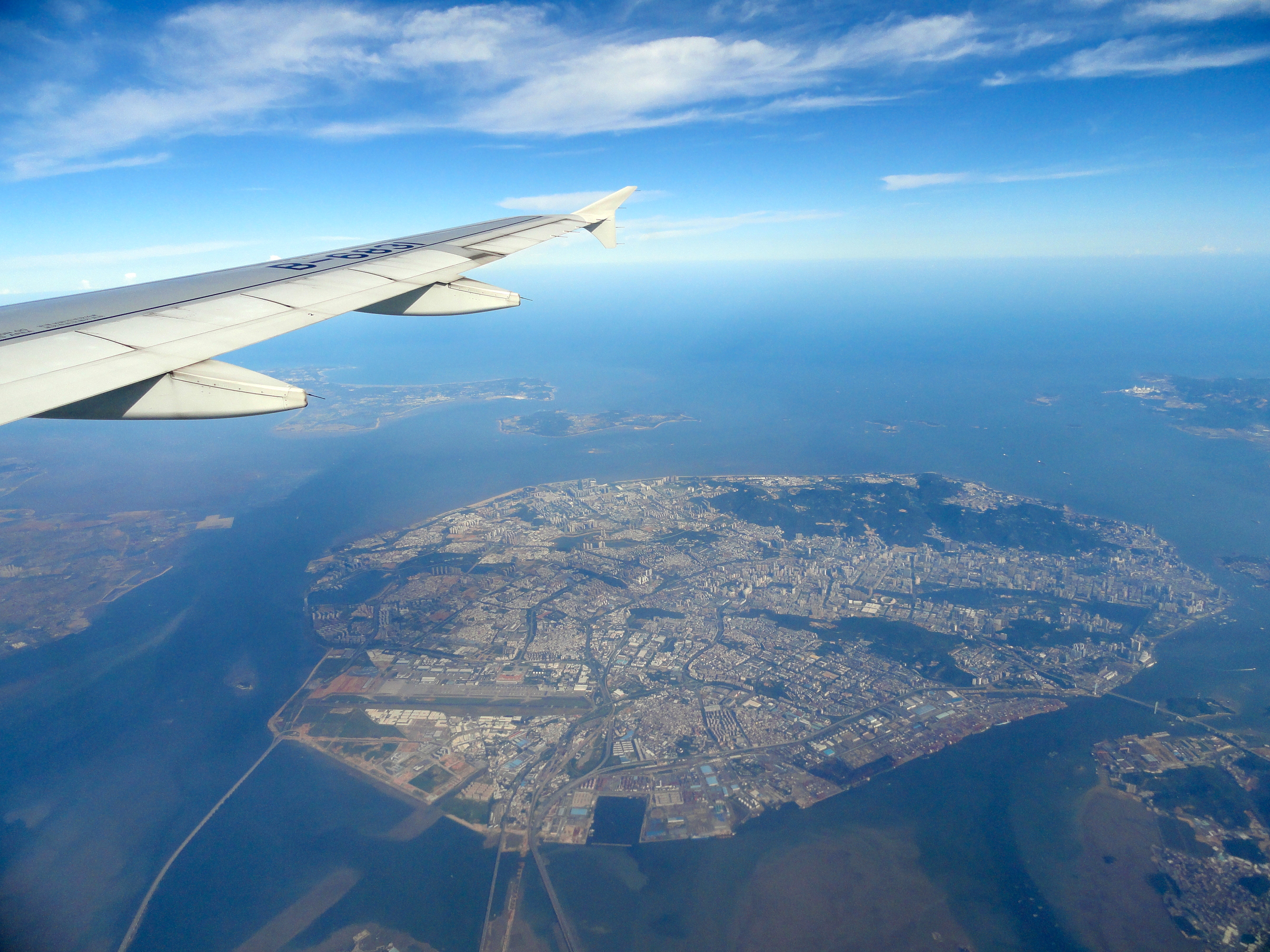
L'île de Xiamen (en) vue d'avion où se concentrent presque 2 millions d'habitants.
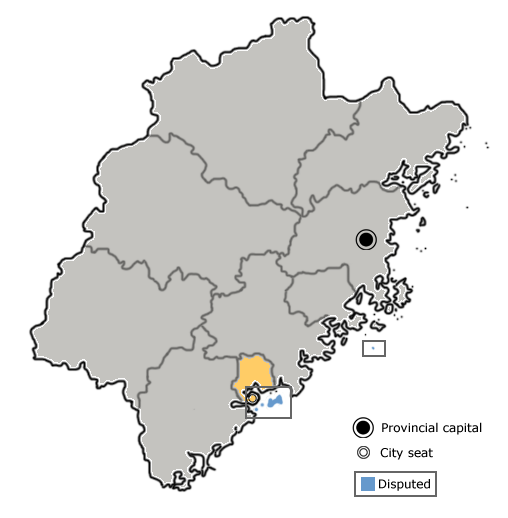
Situation de Xiamen dans la province de Fujian

### Climat
Xiamen a un climat subtropical humide (Cfa dans la classification de Köppen) caractérisé par des étés longs chauds et humides et des hivers courts, doux et secs. Le mois le plus chaud est juillet avec une température moyenne sur 24 heures de 27,8 °C tandis que le mois le plus froid est janvier avec une température moyenne sur 24 heures de 12,8 °C. La température moyenne sur l'année est de 20,7 °C. La période la plus humide et la moins ensoleillée est le printemps mais le passage de typhons à la fin de l'été et au début de l'automne peut rendre cette période encore plus humide. L'été et l'automne sont les périodes les plus ensoleillées et l'automne est chaud et sec. Les précipitations annuelles sont de 1 350 mm. L'ensoleillement est en moyenne de 24 % en mars et de 56 % en juillet. L'ensoleillement moyen annuel est de 1 853 heures. Le gel est très rare et les chutes de neige sont exceptionnelles (1893). La région est une de celles qui sont le moins affectées par la pollution en Chine.
| Mois                              | jan. | fév. | mars  | avril | mai   | juin  | jui.  | août  | sep.  | oct. | nov. | déc. | année   |
| --------------------------------- | ---- | ---- | ----- | ----- | ----- | ----- | ----- | ----- | ----- | ---- | ---- | ---- | ------- |
| Température minimale moyenne (°C) | 10   | 10,4 | 12,1  | 16,2  | 20,3  | 23,5  | 25,2  | 25,1  | 23,6  | 20,5 | 16,5 | 12   | 17,95   |
| Température moyenne (°C)          | 12,8 | 13,1 | 15    | 19,1  | 22,9  | 26    | 26    | 27,8  | 26,3  | 23,2 | 19,3 | 14,9 | 20,7    |
| Température maximale moyenne (°C) | 17,3 | 17,5 | 19,5  | 23,5  | 27    | 29,7  | 32,2  | 32    | 30,4  | 27,5 | 23,8 | 19,4 | 20,7    |
| Précipitations (mm)               | 35,1 | 83,1 | 111,6 | 147   | 171,7 | 198,8 | 129,5 | 207,1 | 148,6 | 42,6 | 29,3 | 28   | 1 332,4 |
| Humidité relative (%)             | 74   | 78   | 80    | 80    | 82    | 85    | 81    | 81    | 77    | 69   | 69   | 70   | 77,2    |

## Histoire

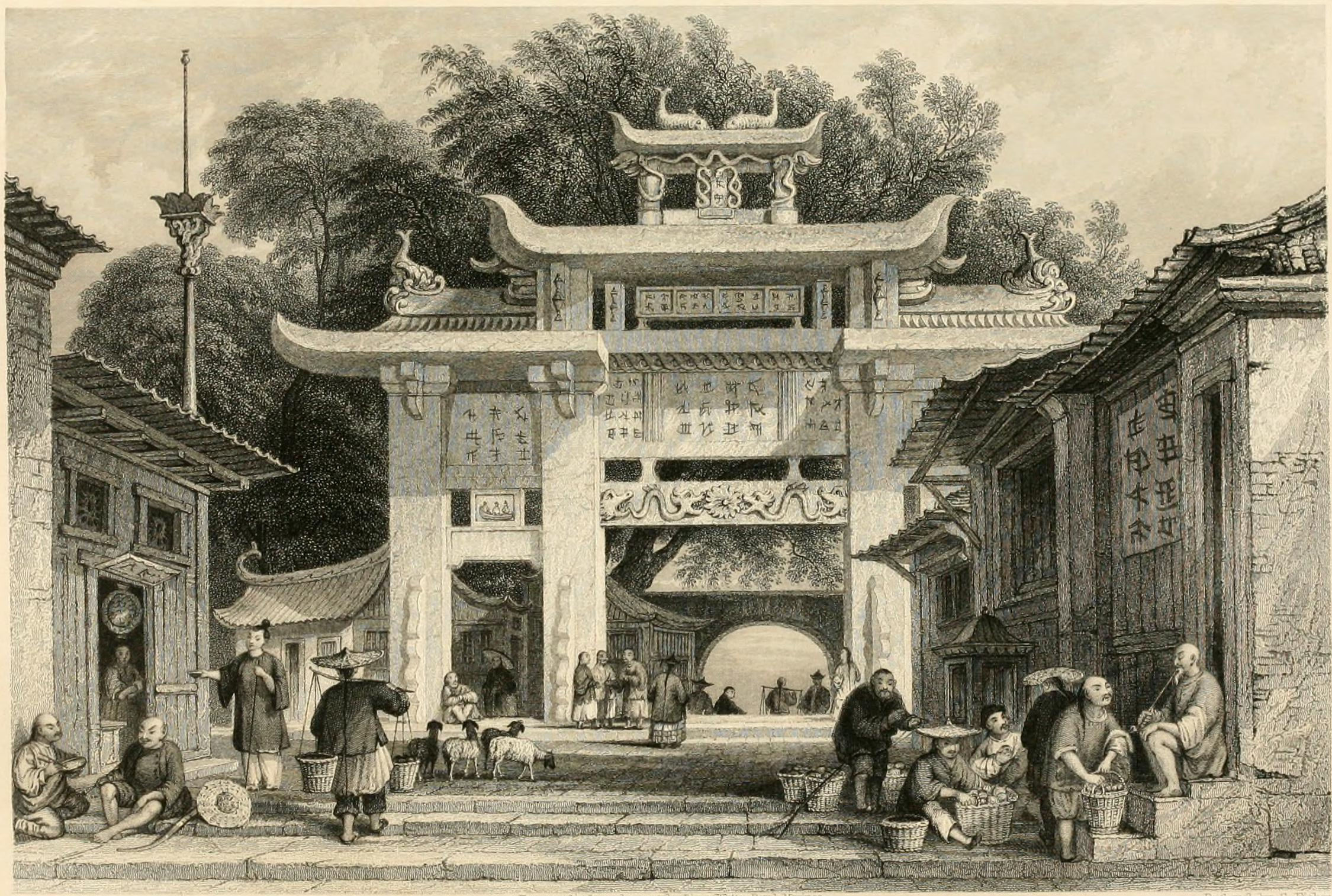
Une des portes de la ville d'Amoy (Xiamen) en 1843.

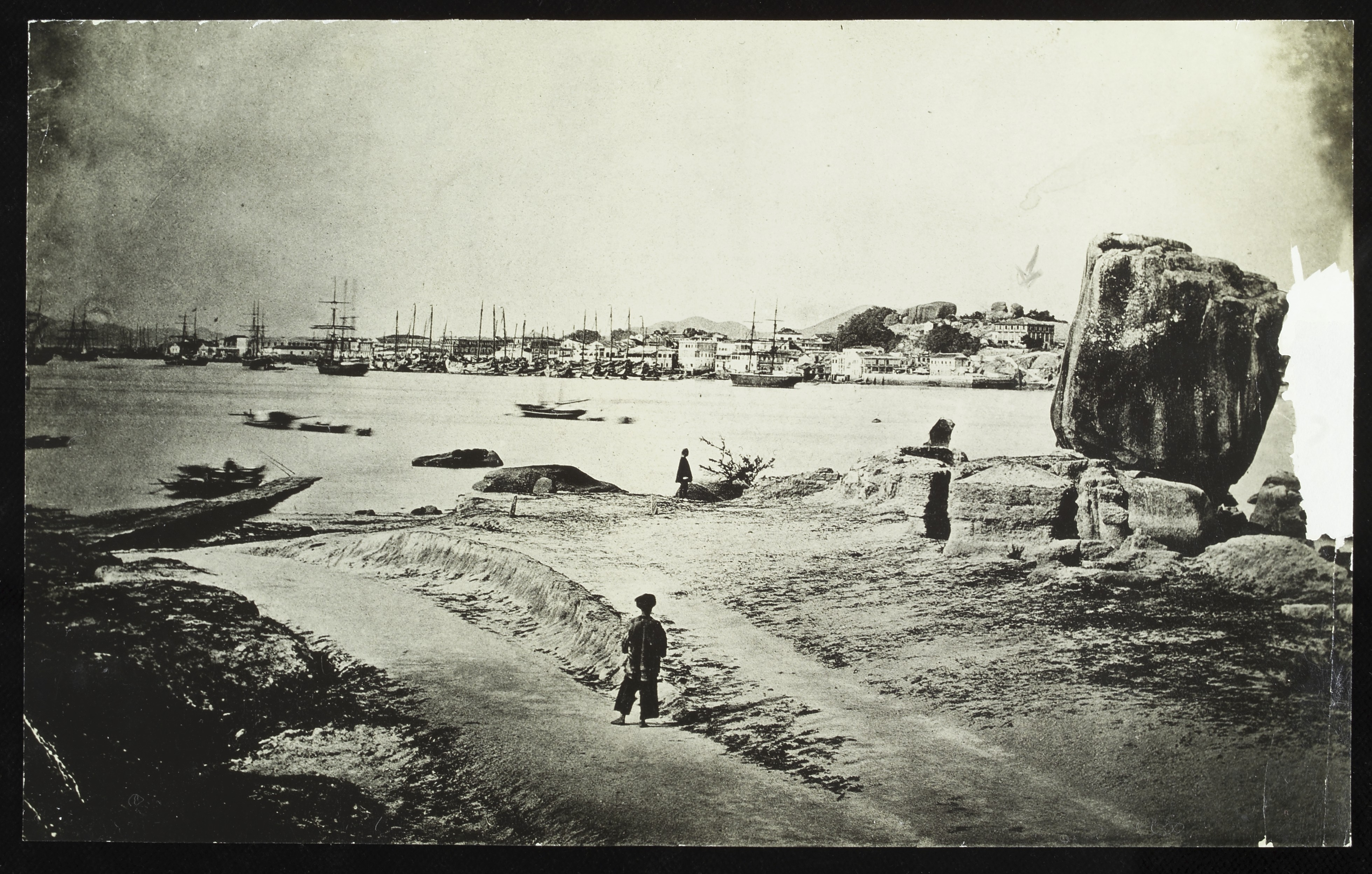
La ville et le port d'Amoy vu depuis l'île de Gulangyu (1874).

### Une histoire portuaire
La région de Xiamen se trouve à l'écart de la conquête et de la colonisation de la région du Guangdong par les Qin (221-206 av. J.-C.) et Han (206 av. J.-C.-220 apr. J.-C.) car à l'époque les voies de communications empruntées passent à l'ouest du Fujian le long du canal Lingqu. C'est sous la dynastie Jin (264-420 apr. J.-C.) qu'elle forme pour la première fois une entité administrative : le comté de Tong'an est créé en 282 mais perd son statut peu après. Celui-ci ne sera rétabli qu'en 933 sous la dynastie des Tang postérieurs.
À l'origine de Xiamen se trouve un port maritime créé sous les Song sur la côte sud-ouest de l'île de Xiamen et faisant aujourd'hui partie du district de Siming. Le port n'est officiellement pas autorisé à commercer avec d'autres pays car le Quanzhou voisin, qui administre le port, s'en réserve le monopole. En 1387 les pirates japonais et rebelles chinois mènent des attaques contre le port et les Ming font construire une forteresse qui donne son nom à Xiamen. La ville est visitée pour la première fois par les portugais en 1541. Après la chute des Ming, renversée par la dynastie mandchoue des Qing, les partisans des Ming du sud, dont Koxinga, utilisent Xiamen comme base pour harceler les mandchous entre 1650 et 1660. En 1661 Koxinga chasse les hollandais de Taïwan et déplace son centre d'opérations sur cette île. Sa base à Xiamen tombe sous un assaut combiné des Qing et des hollandais en 1663. La Compagnie britannique des Indes orientales utilise le port de manière intensive et y construit une manufacture en 1678. En 1680 Xiamen acquiert le statut de sous-préfecture mais les taxes et d'autres restrictions incitent les britanniques à déplacer leurs opérations à Canton et Fuzhou l'année suivante. Le commerce reprend en 1685 puis se poursuit par la suite dans le cadre du système de Canton.

### Sous l'influence des puissances coloniales européennes
Au XIXe siècle la ville de Xiamen est entourée de remparts d'une longueur de 14 kilomètres de long. Une deuxième enceinte située à l'intérieur ainsi qu'une rangée de collines dominée par un fort en position stratégique sépare une ville interne et une ville externe. Le port situé dans la baie de Yundang est également bien fortifié. Ces défenses sont renforcées durant la première guerre de l'opium. Mais cela n'empêche pas la ville d'être capturée le 27 août par les forces britanniques commandées par le William Parker : après un bombardement des fortifications sans effet, les troupes anglaises débarquent sur l'île où ils ne rencontrent aucune opposition car les défenseurs ont fui durant la nuit, emportant le trésor de la ville dissimulé dans des buches. Xiamen étant une ville trop importante pour y laisser une garnison, les soldats britanniques s'installèrent dans l'île voisine de Gulangyu. L'année suivante le traité de Nankin mettait fin à la première guerre de l'opium remportée par le Royaume-Uni et la dynastie Qing acceptait d'ouvrir cinq nouveaux ports au commerce dont Xiamen.
Xiamen devient le port de commerce international desservant la région de Fujian, en particulier Zhangzhou et son arrière-pays. La principale marchandise est le thé dont plusieurs milliers de tonnes sont embarquées à destination de l'Europe et de l'Amérique. Les autres produits exportés par la Chine sont la porcelaine et le papier tandis que les produits importés sont le riz, le coton, l'opium et certains produits manufacturés. Du fait de ce rôle prééminent dans les relations avec les Anglais, des termes importants du dialecte de la région sont incorporées dans la langue anglaise (notamment thé (茶; tê)). Un centre missionnaire protestant s'installe à Xiamen où il gère deux hôpitaux. Les marchands de Xiamen sont considérés à cette époque comme les plus riches, les plus industrieux et les plus entreprenants de Chine. Mais la ville, aux rues tortueuses pour satisfaire des règles édictées par le feng shui et particulièrement étroites (en moyenne 1 mètre de large) afin de les protéger du Soleil et mieux contrôler les désordres publics, était considérée comme l'une des plus sales de Chine. Dans les années 1870 la population de la ville est évaluée à 250 000 habitants, auxquels s'ajoutent les habitants de 140 villages dispersés sur l'île portant la population totale à 400 000 personnes. Les Européens se concentrent dans l'île de Gulangyu en face de l'île de Xiamen et y construisent des édifices dans un style colonial qui en font aujourd'hui une destination touristique très prisée.

### XXesiècle

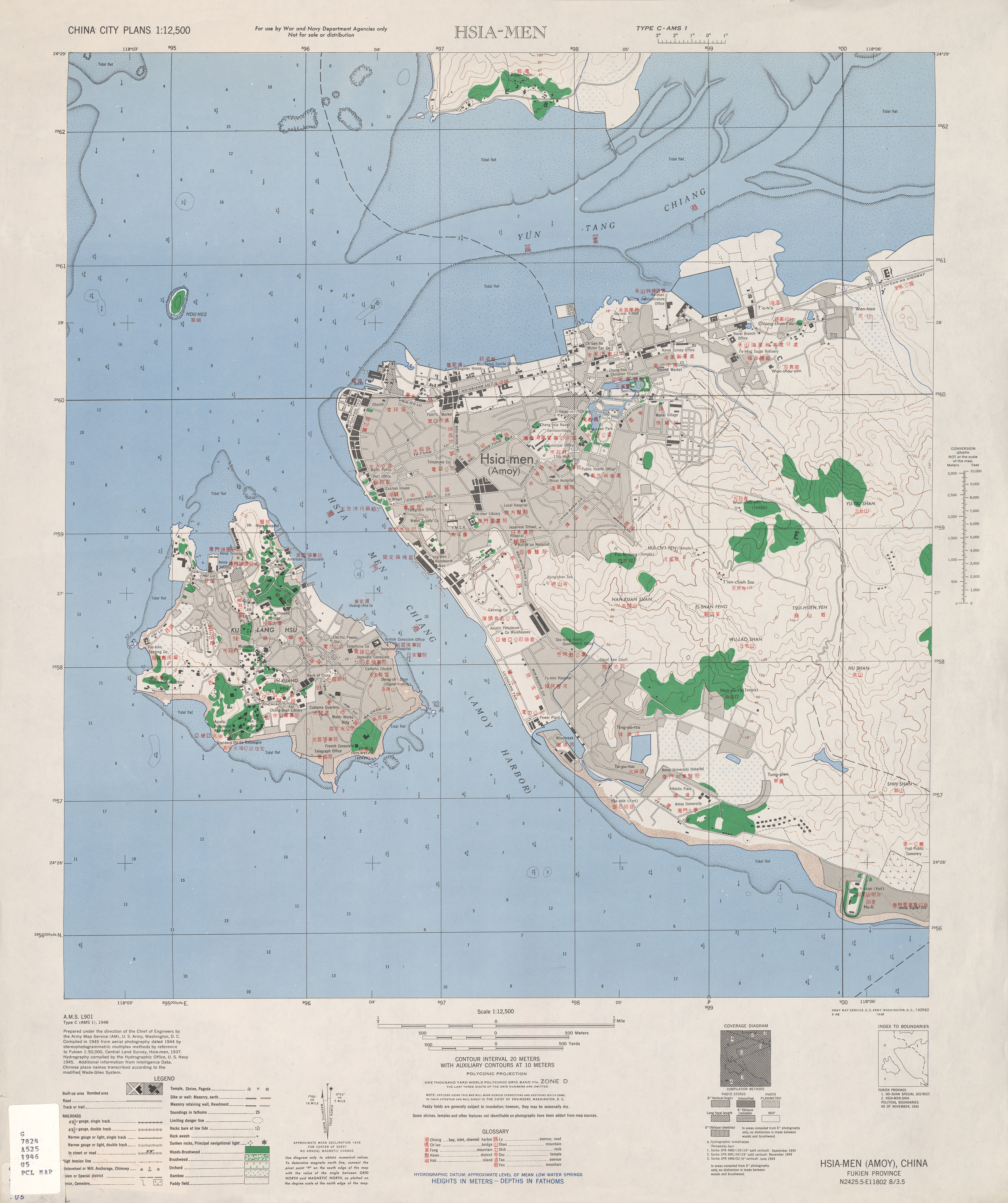
Carte détaillée de Xiamen réalisée par l'Armée américaine en 1946.

Au début du XXe siècle, la création de plantations de thé en Inde par les Britanniques entraine l'effondrement de l'économie de Xiamen largement basée sur le commerce de ce produit. Beaucoup d'habitants émigrent à cette époque vers l'Asie du Sud-Est et Taïwan répandant outre-mer le dialecte et la culture Hokkien propre à la région. Environ 350 000 Chinois d'outre-mer sont originaires de Xiamen. Une partie de cette diaspora est revenue en Chine et on considère qu'environ 220 000 habitants de Xiamen font partie ou descendent de ces émigrants. La diaspora contribue au financement des universités et des institutions culturelles de Xiamen.
Au moment de la révolution chinoise de 1911 (1911) qui renverse la dynastie des empereurs Qing et aboutit à la création de la république de Chine, la population de Xiamen est évaluée à 300 000 habitants et les résidents étrangers à 280. Xiamen est incorporée dans une nouvelle circonscription administrative baptisée comté de Siming. Le commerce de Xiamen se fait à l'époque principalement avec l'île de Taïwan occupée depuis par le Japon depuis son invasion par ce pays en 1895. Au cours des années suivantes les dirigeants japonais revendiquent le Fujian comme faisant partie de leur sphère d'influence. Le Japon occupe Xiamen en mai 1938. La ville est libérée de ses occupants en septembre 1945, conséquence de la défaite du Japon qui marque la fin de la Seconde Guerre mondiale. La guerre civile chinoise qui oppose le Kuomintang et le Parti communiste chinois, mis entre parenthèses par le conflit mondial, reprend et se conclut par la prise du pouvoir du parti communiste. L'Armée populaire de libération investit Xiamen en octobre 1949 mais ne parvient pas à occuper l'île de Jinmen située à quelques kilomètres de Xiamen malgré une tentative de débarquement menée par plusieurs régiments.

### Au sein de la république populaire de Chine (1949-)

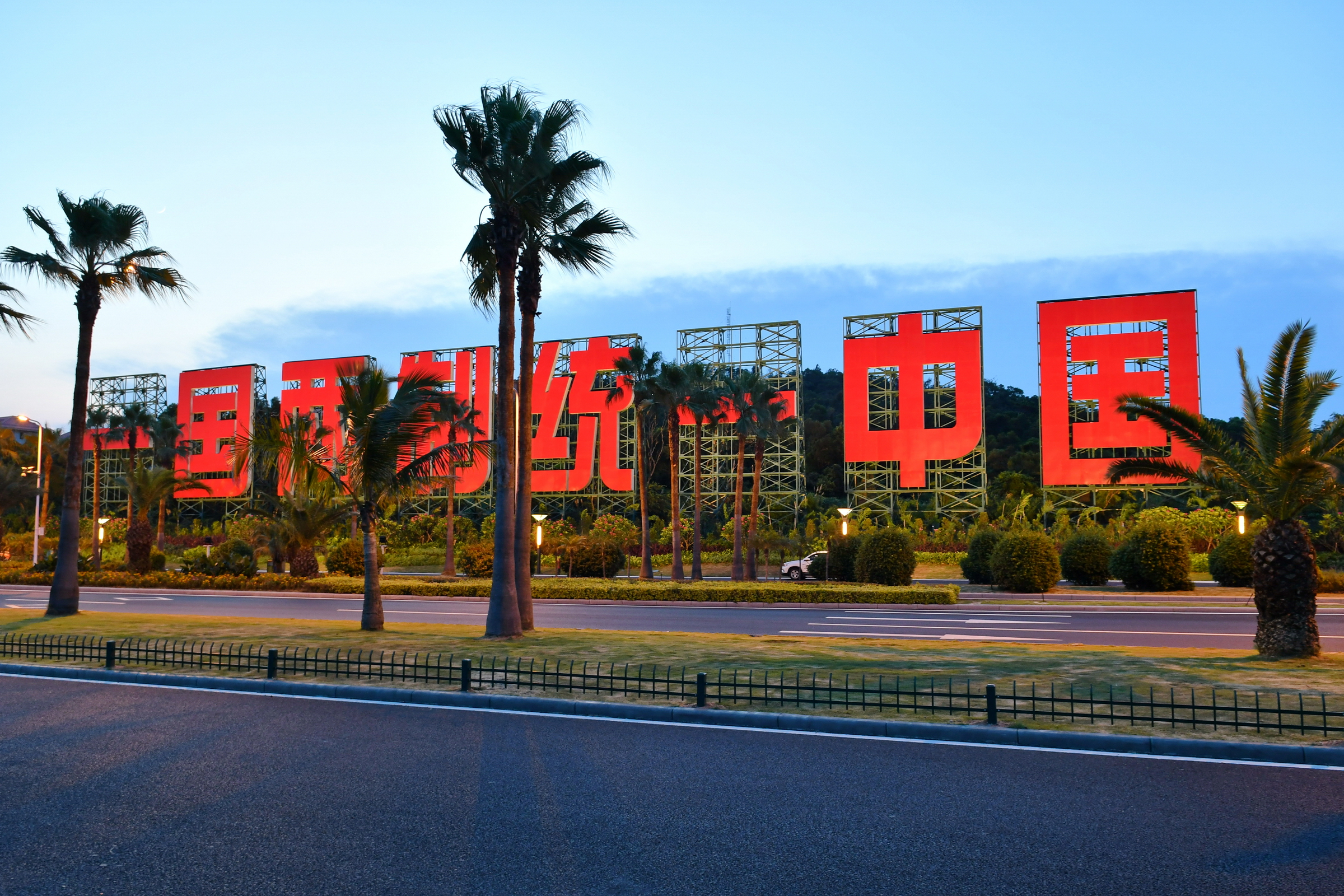
Panneaux installés sur la côte face aux îles détenues par Taïwan. On y lit : "réunification pacifique, un pays deux systèmes".

Xiamen se trouve à deux reprises au cœur de crises provoquées par la guerre froide qui bat son plein dans les années suivantes. Au cours de la première crise (1954-1955) et de la deuxième crise du détroit de Taïwan (1958), les troupes communistes bombardent avec des pièces d'artillerie installées à Xiamen les îles détenues par la république de Chine situées à quelques encablures. Les nationalistes répliquent en bombardant l'île de Xiamen. Pour renforcer les liaisons entre le continent et l'île dans ce contexte, les dirigeants chinois font construire en 1955 la chaussée de Gaoji, longue de 2,2 kilomètres, qui transforme l'île en presqu'île et constituera jusqu'en 1991 le seul moyen de franchir le bras de mer séparant l'île du continent. À cause des tensions avec Taïwan, l'est de l'île qui fait face aux îles détenues par les nationalistes, connait un faible développement au cours des décennies 1960 et 1970.
Lorsque le dirigeant chinois Deng Xiaoping décide de mettre en place sa réforme économique en 1978, Xiamen fait partie des quatre zones économiques spéciales (ZES) retenues pour attirer les investisseurs étrangers, en particulier les chinois d'outre-mer, grâce à des conditions fiscales avantageuses. Ce statut permet à la ville de croître et de s'enrichir. Xiamen obtient le statut de ville sous-provinciale en avril 1988 et fait désormais l'objet d'une planifications suivie par l'état chinois.
En 1999 le plus grand scandale lié à la corruption de l'histoire chinoise éclate à Xiamen. 200 responsables du gouvernement sont impliqués dans des détournements de fonds. L'homme d'affaires Lai Changxing, qui s'enfuit au Canada mais sera ensuite extradé en Chine, a utilisé ces fonds pour financer l'équipe de football de la ville, des studios de cinémas, d'énormes projets immobiliers et un gigantesque bordel.
En 2001, l'accord des "trois petites liaisons" traduit la détente avec le gouvernement de Taïwan, et permet de rétablir des liaisons par ferry entre Xiamen et les îles voisines toujours détenues par les nationalistes. En 2010 le trafic annuel voyageurs entre Xiamen et Jinmen, l'île sous administration taïwanaise proche la plus peuplée, atteint 1,31 million de voyageurs.

## Politique et administration

### Subdivisions administratives
Xiamen est une ville sous-provinciale, soit une agglomération qui dispose d'une plus grande autonomie de gestion par rapport à la province à laquelle elle est rattachée. Ce statut est intermédiaire entre celui des quatre grandes municipalités (Pékin, Tianjin, Chongqing et Shanghai) et celui des villes-préfectures. Xiamen exerce sa juridiction sur six districts. Le découpage actuel a été revu pour la dernière fois en mai 2003. À cette occasion, l'île de Gulangyu et le district de Kaiyuan ont été incorporés dans le district de Siming ; le district de Xinglin a été fusionné avec le district de Jimei ; le district de Xiang'an a été créé à partir d'une partie de celui de Tong'an.
| Carte                                            | Nom                  | Caractères simplifiés | Pinyin      | Population Recensement 2010 | Superficie (km2) | Densité (/km2) |
| ------------------------------------------------ | -------------------- | --------------------- | ----------- | --------------------------- | ---------------- | -------------- |
| \| Huli Siming Haicang Jimei Tong'an Xiang'an \| | District de Huli     | 湖里区                | Húlǐ Qū     | 931 291                     | 73,77            | 14 782         |
| \| Huli Siming Haicang Jimei Tong'an Xiang'an \| | District de Siming   | 思明区                | Sīmíng Qū   | 929 998                     | 83,99            | 12 740         |
| \| Huli Siming Haicang Jimei Tong'an Xiang'an \| | District de Haicang  | 海沧区                | Hǎicāng Qū  | 288 739                     | 186,46           | 1 863          |
| \| Huli Siming Haicang Jimei Tong'an Xiang'an \| | District de Jimei    | 集美区                | Jíměi Qū    | 580 857                     | 274,29           | 2 105          |
| \| Huli Siming Haicang Jimei Tong'an Xiang'an \| | District de Tong'an  | 同安区                | Tóng'ān Qū  | 496 129                     | 669,36           | 754            |
| \| Huli Siming Haicang Jimei Tong'an Xiang'an \| | District de Xiang'an | 翔安区                | Xiáng'ān Qū | 304 333                     | 411,50           | 865            |
| Huli Siming Haicang Jimei Tong'an Xiang'an       |                      |                       |             |                             |                  |                |

## Population et société

### Enseignement
La ville dispose de plusieurs universités publiques comme l'université de Xiamen, l’université de Jimei, l'université Huaqiao. Ces universités sont parmi les meilleures du pays et se distinguent par une forte internationalisation.

## Économie
Un très grand nombre d'entreprises du secteur de l'électronique sont implantées dans l'agglomération. La ville est le siège de King Long un des plus grands constructeurs mondiaux de cars de tourisme. EDI Technologies est basé à Xiamen. Le port de Xiamen avec le port voisin de Zhangzhou forme un des grands ensembles portuaires chinois avec un trafic maritime de 191 millions de tonnes dont 8,1 millions de containeur EVP. Pour le trafic de containeurs il se classe au 8e rang en Chine et au 18e rang dans le monde. En 2005, le PIB total a été de 100,7 milliards de yuans, et le PIB par habitant de 44 737 yuans.

## Culture et patrimoine
La ville dispose d'un bon nombre de commerces de détail. Parmi les supermarchés : Metro, Wal-Mart, ShoeMart Shopping Mall.
Parmi les zones commerciales :
- Zhongshan Lu, partiellement piétonne, face au débarcadère pour Gulangyu : vêtements, chaussures, restauration rapide, animations, marché de nuit. Entre Zhongshan Lu et Shengping Lu, près de Shuixian Lu, la célèbre vieille rue de Zhenbang Lu 镇邦路, où a été tourné le film Crazy Racer (en) (en chinois : 疯狂的赛车, fēngkuáng de sàichē).
- Xiahe Lu : centres commerciaux autour de la gare, dont Railway Station World Trading Mall, Chengda Mall, Holiday World for Women and Children.
- Bailuzhou Shopping and Recreational Centre, Hubin Zhonglu, boutiques et restaurants…

Il existe différents marchés de nuit, particulièrement celui quelques rues au nord de Zhongshan, vers le marché aux poissons, avec petits restaurants de plein air.

### Sites touristiques et monuments

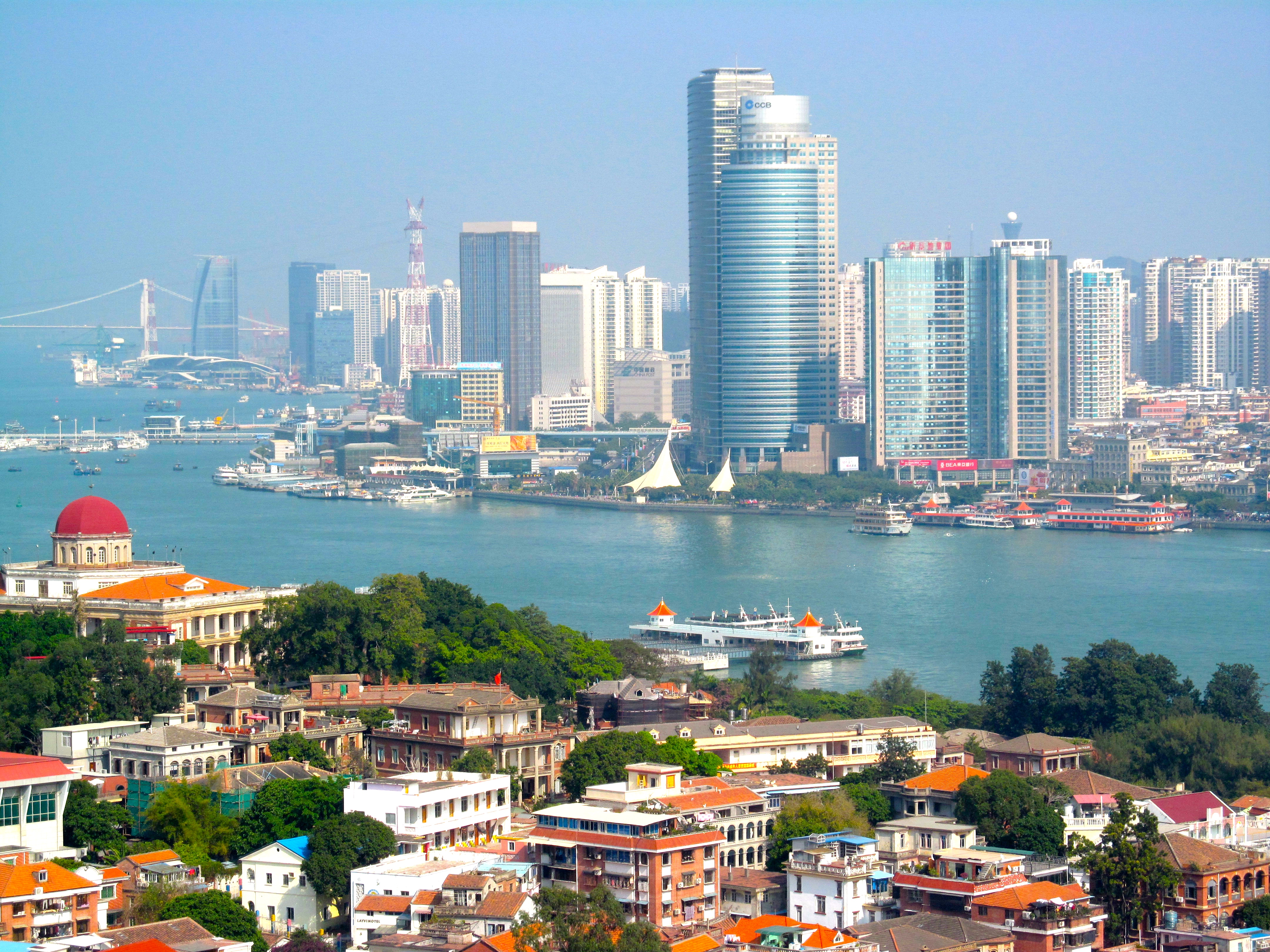
Vue de Xiamen prise de l'île de Gulangyu.

L'île de Gulangyu est le haut lieu touristique de la ville de Xiamen. On y trouve de vieilles maisons coloniales ainsi qu'une base de l'armée. De vieux canons sont toujours pointés vers Taïwan. Un téléphérique permet de passer d'un sommet de l'île à l'autre. Nombreux sont les touristes chinois de la région qui viennent à Gulangyu afin de célébrer et faire photographier leur mariage sur les plages.
L'île de Gulangyu ne comporte par contre pas de véhicules terrestres à moteur.

## Transports

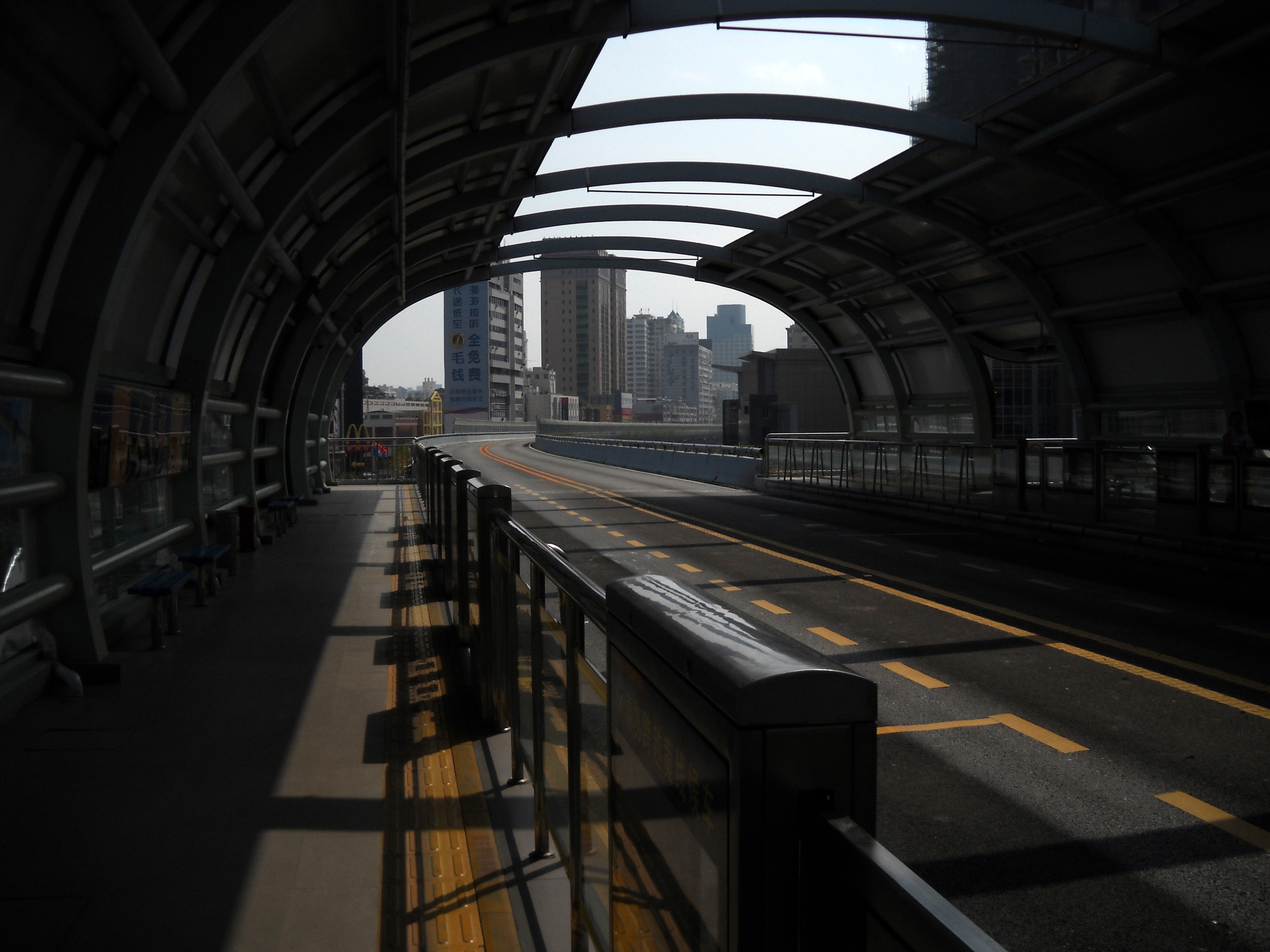
Les lignes de bus à haut niveau de service circulent sur des voies propres en viaduc.

### Transports en commun
La ville comporte des lignes de bus à haut niveau de service (désignées localement, 快速公交系统, kuàisù gōngjiāo xìtǒng, « système de transport public rapide » ou anglais : Bus rapid transit, abrégé en BRT), qui circulent en site propre sur un viaduc. Celles-ci permettent de traverser rapidement l'ensemble de la ville en évitant les embouteillages. Le prix du ticket est de 1 à 2 yuans. De nombreux lignes de bus classiques empruntent les rues de la ville.

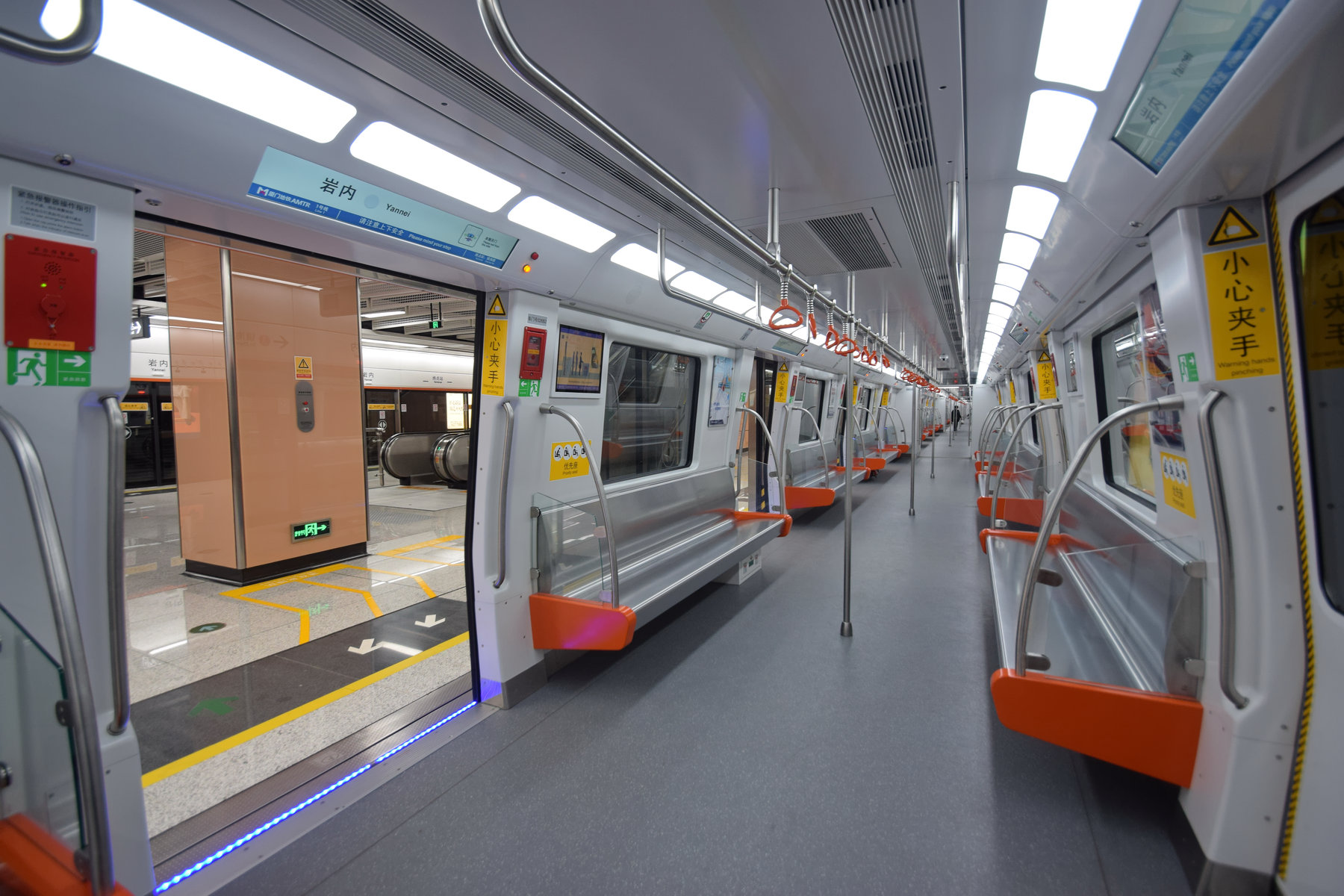
Rame de la ligne 1 du métro de Xiamen, à la station Yannei

Le métro de Xiamen comprend 3 lignes (1, 2, 3) représentant 75,3 km de voies et 62 stations en 2020, auxquelles s'ajouteront en 2022 4 lignes représentant 67 stations et 152 kilomètres de voies. La ligne 1 (31,5 kilomètres comporte 24 stations) qui suit un axe nord-sud et dessert à la fois l'île de Xiamen et la partie de l'agglomération située sur le continent a été ouverte le 31 décembre 2017. Elle comprend des arrêts aux gares ferroviaires de Xiamen et de Xiamen-Nord.
Plusieurs terminaux de lignes de ferrys situés dans l'île de Xiamen desservent l'île de Gulangyu située à quelques centaines de mètres et le comté de Kinmen

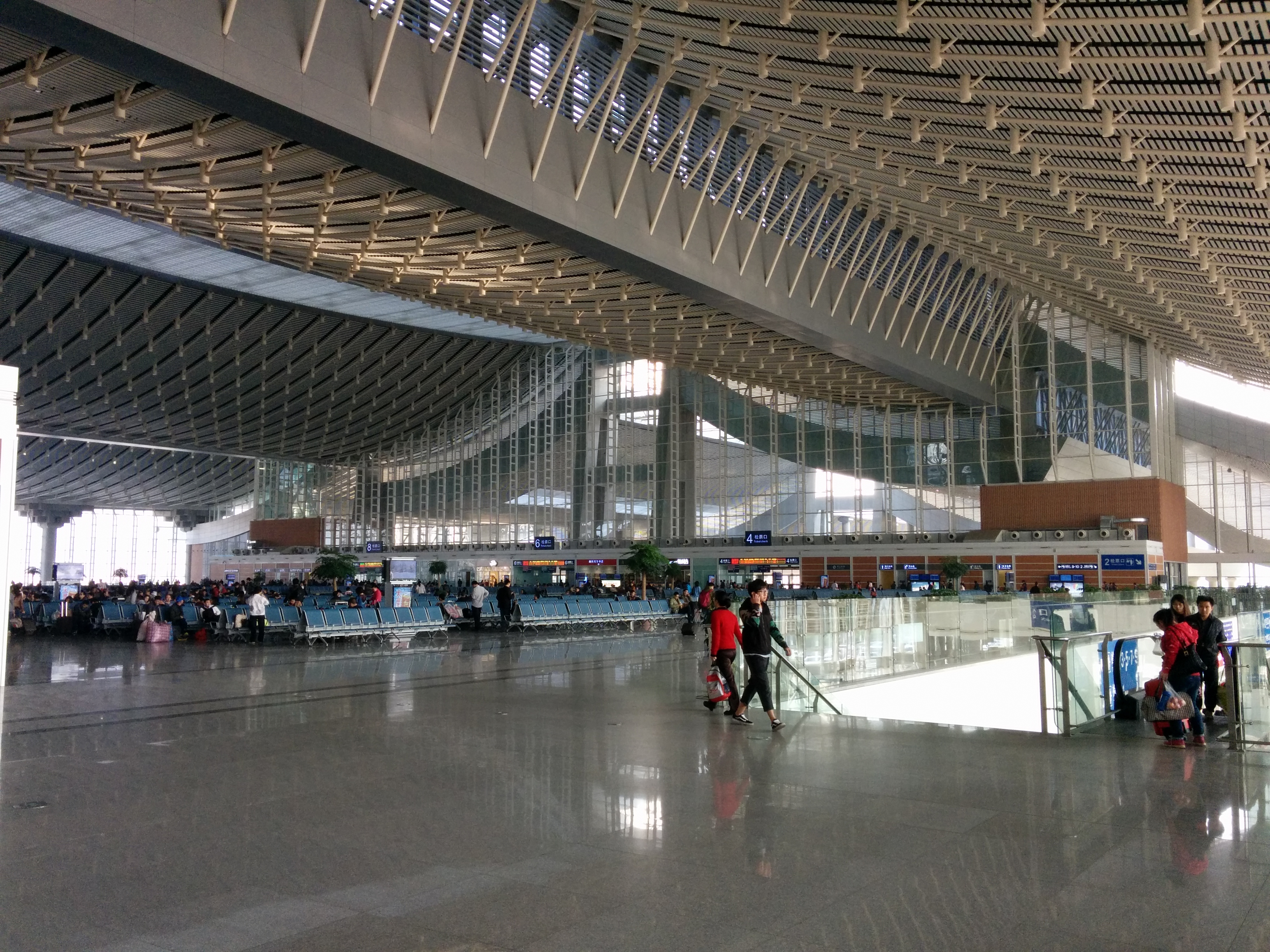
Hall de départ de la gare de Xiamen-Nord

### Ferroviaire
Xiamen est bien relié à la fois au réseau de lignes à grande vitesse construit au cours de la dernière décennie et au réseau ferroviaire classique. Les liaisons ferroviaires intercités partent de la gare de Xiamen sur l'île de Xiamen et de celle de Xiamen-Nord sur le continent. Les trains à grande vitesse permettent d'atteindre, en empruntant la ligne à grande vitesse qui longe la côte chinoise, vers le nord les villes de Fuzhou (1h40), Wenzhou, Ningbo, Hangzhou et Shanghai (en 8 heures) et vers le sud, Shenzhen (en 3 heures).
D'autres trains empruntent une autre ligne à grande vitesse qui débute à Putian sur la côte un peu au nord de Xiamen et desservent Nanchang dans le Jiangxi à l'intérieur du pays en à peu près cinq heures. Les trains circulant sur des lignes classiques desservent les principales villes du pays mais les temps de trajet sont beaucoup plus longs notamment parce que la région du Fujian très montagneuse n'a pas permis de tracer des voies rectilignes.

### Aérien
L'aéroport international Xiamen-Gaoqi, situé au nord de l'île de Xiamen, est un important point d'échange du sud-est de la Chine, comprenant 60 vols vers des destinations nationales et internationales. Il est le onzième aéroport chinois en nombre de passagers, le neuvième concernant le fret et le dixième pour le trafic aérien. Il peut gérer 27 millions de passagers et 666 666 tonnes de fret par an. L'aéroport est également la base de la compagnie aérienne Xiamen Airlines.
Le nouvel aéroport international de Xiamen-Xiang'an est en cours de construction (en 2019) sur l'île de Dadeng (大嶝岛, dàdèng dǎo) accessible au nord-est de Xiamen via un tunnel sous-marin.

## Personnalités
- Shen Kuo (1031-1095) scientifique et homme d'état chinois a passé une partie de sa vie à Xiamen
- Koxinga (1624-1662) général et pirate chinois défenseur de la dynastie Ming
- Tan Kah Kee (1874-1961) Homme d'affaires et philanthrope
- Lin Qiaozhi (1901-1983) gynécologue chinois
- Walter Houser Brattain (1902-1987) co-inventeur du transistor et prix Nobel de physique
- T'ang Haywen (1927-1991), artiste peintre
- Yin Chengzong pianiste et compositeur (1941-)
- Huang Yong Ping artiste plasticien (1954-2019)
- Ng Man-tat (1951-2021), acteur hongkongais.
- Ji Xinpeng (1977-), champion olympique de badminton.

## Jumelages
- Cardiff (Royaume-Uni)
- Sasebo (Japon)
- Baltimore (États-Unis)
- Wellington (Nouvelle-Zélande)
- Penang (Malaisie)
- Kaunas (Lituanie)
- Comté de Maroochy (Australie)
- Guadalajara (Mexique)
- Zoetermeer (Pays-Bas)
- Surabaya (Indonésie)
- Mokpo (Corée du Sud)
- Richmond (Canada)
- Marathon (Grèce)
- Nice (France)
- Netanya (Israël)

## Galerie photographique

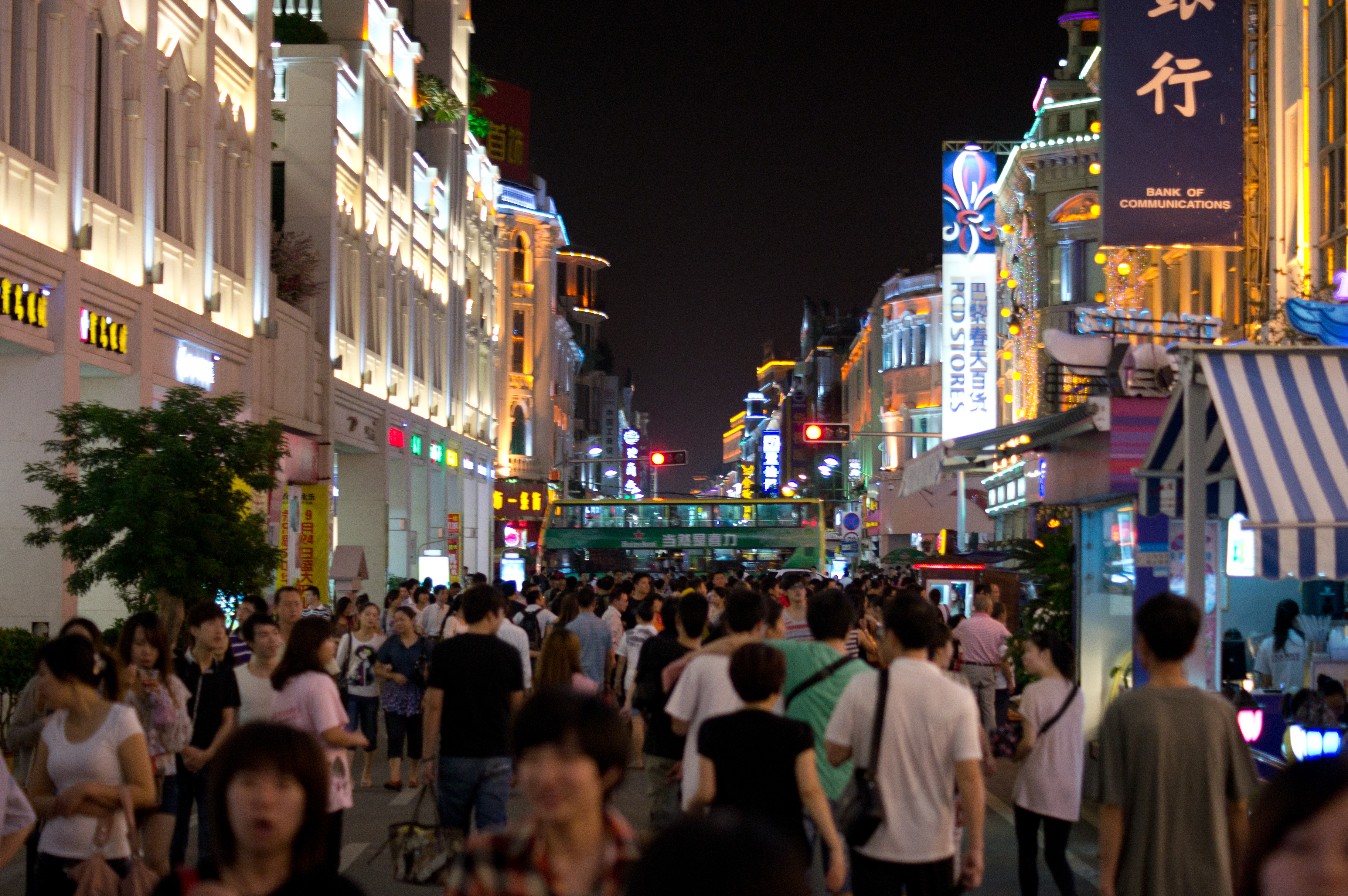
Avenue Zhongshan le soir
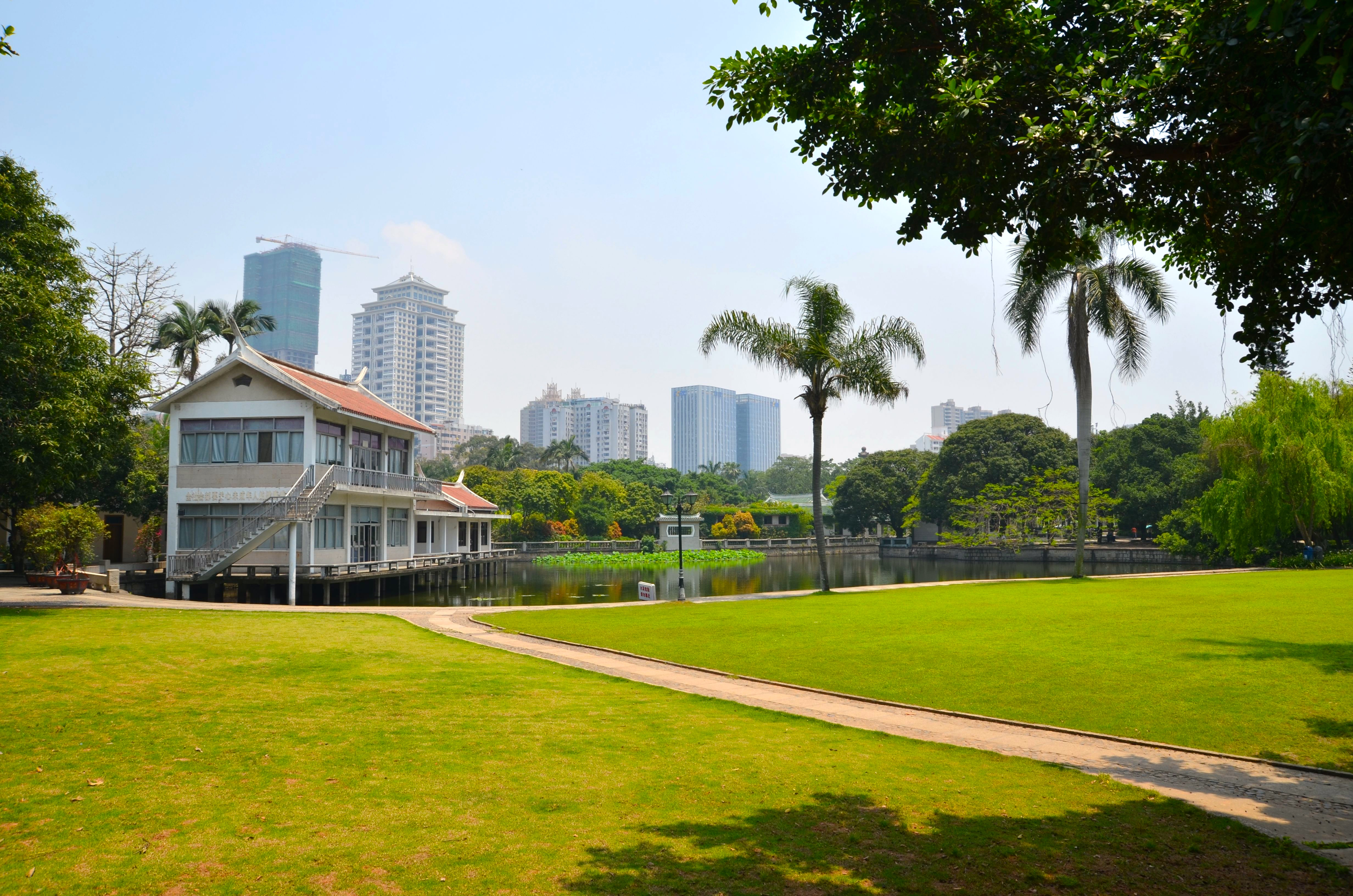
Parc Zhongshan
Panorama d'un carrefour à côté du parc Zhongshan.
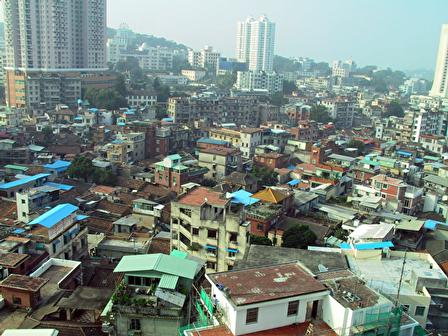
Vue d'un quartier ancien de Xiamen
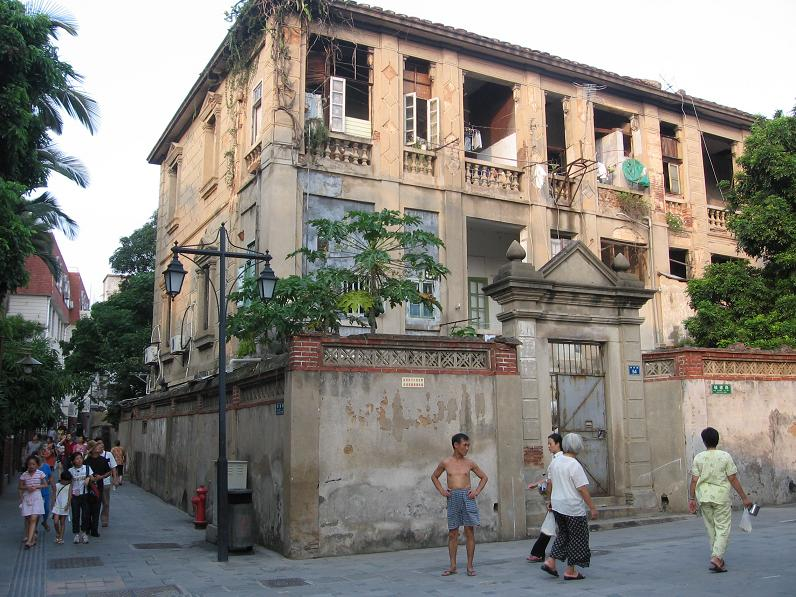
Rues piétonnes dans l'île de Gulangyu
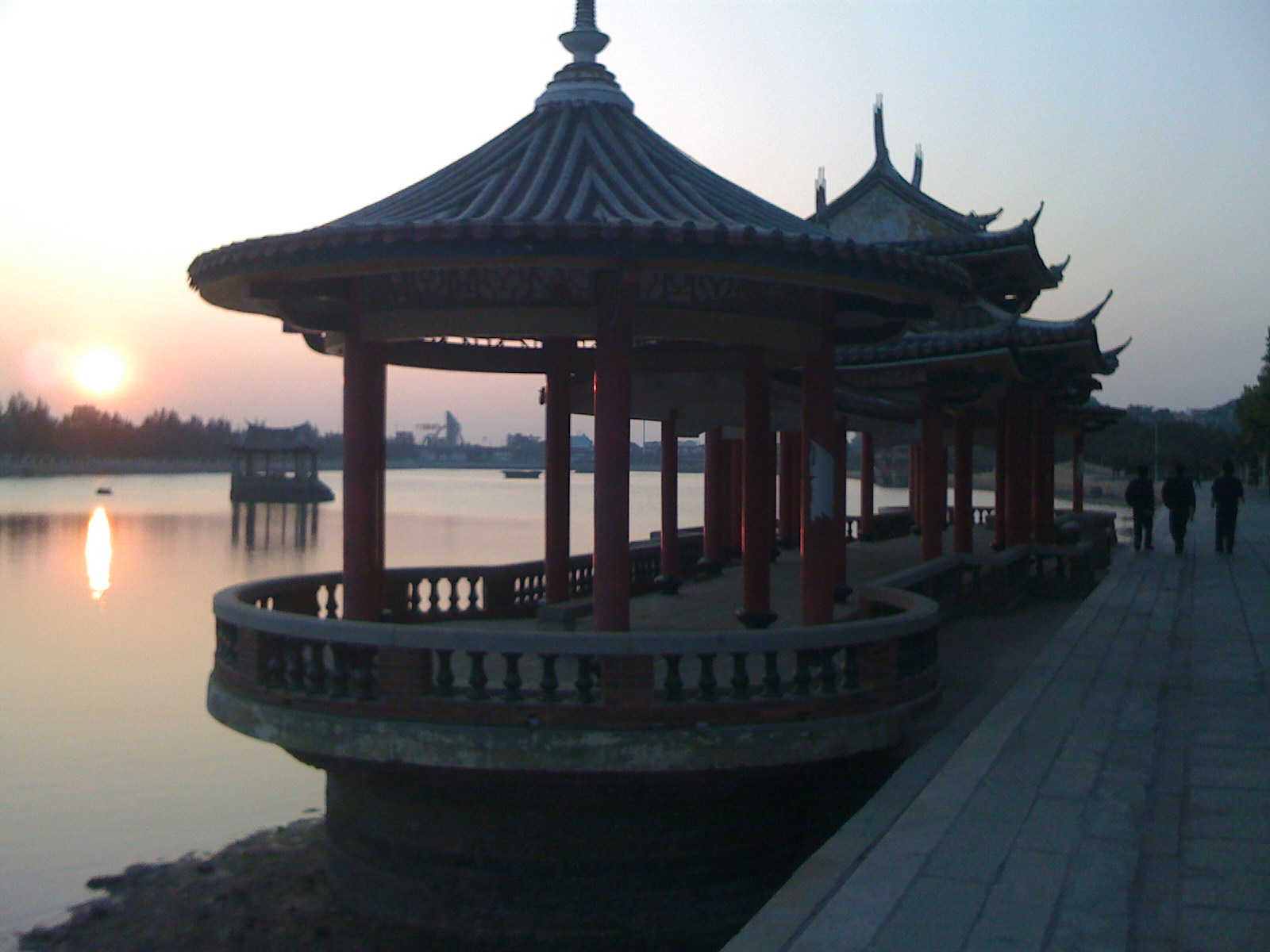
Coucher de soleil à Xiamen